# Ведмідь у міфології комі
Ведмідь (мовою комі — oš, ош) — один із головних персонажів міфології фіно-угрів загалом і народів комі зокрема. У міфології ведмідь — це сильна, надприродна істота, що володіє розумом.

## Роль у міфології
Вважалося, що Ош на початку часів мешкав на небі й був сином могутнього деміурга Єна. Але його привабила земна їжа — горох. Через це він спустився на землю по гороховому стеблу й став жити на землі.
Перебуваючи на небі, він побачив на землі жінку, яка впустила половинку горошини. Не втримавшись, він зліз на землю й з'їв її. Деміург розгнівався на нього й залишив жити на землі.
Ведмідь володів властивостями шаманського перевтілення. Він міг перетворюватися на людину, виконавши ритуал перекочування через ведмежу шкуру. Так само чинили чаклуни-перевертні.
Вважалося, що єдиною ознакою відмінності людини від Оша є його великий палець на кистях. Комі-зирянський міф розповідає як Ош попросив свого батька Єна дати йому великий палець. Єн погодився, однак поставив перед ним умову, що, якщо він нагородить ним Оша, то собаці доведеться дати лук і стріли, а людині крила.
У християнізованих комі Ош звернувся з подібним проханням до Святого Миколая, та, аналогічно до першого варіанта міфу, отримав аргументовану відмову. Натомість Ош здобув право восени почувати себе повним господарем у лісі.
Ош був як позитивним героєм, так і негативним. Чорний ведмідь у комі був символом смерті.